# Menifee (Kalifornia)
Menifee – miasto w Stanach Zjednoczonych, w stanie Kalifornia, w hrabstwie Riverside.